# Anomala varicolor
Anomala varicolor är en skalbaggsart som beskrevs av Leonard Gyllenhaal 1817. Anomala varicolor ingår i släktet Anomala och familjen Rutelidae. Inga underarter finns listade i Catalogue of Life.